# Matej Gnezda
Matej Gnezda (Gabrje, 12 januari 1979) is een Sloveens voormalig wielrenner. Gnezda stond meerdere keren op het podium van het Sloveense kampioenschap, maar wist zelf geen kampioen te worden.

## Belangrijkste overwinningen
2000
Jongerenklassement Ronde van Slovenië
2007
Belgrado-Banjaluka I
2010
Poreč Trophy
GP Kranj

## Ploegen
- 2005 –  Radenska Rog
- 2006 –  Radenska Powerbar
- 2007 –  Radenska Powerbar
- 2008 –  Radenska KD Financial Point
- 2009 –  Adria Mobil
- 2010 –  Adria Mobil
- 2011 –  Adria Mobil
- 2012 –  Adria Mobil

Bole · Cujnik · Fajt · Gnezda · Jarc · Kump · Murn · Nose · Signego · Svab · Vrečer · Zagar · Zrimšek
Fajt · Gnezda · Gorenc · Hočevar · Jarc · Kump · Mahorič · Murn · Music · Nose · Palandri · Zagar
Fajt · Furdi · Gnezda · Gorenc · Haller · Hočevar · Jarc · Mahorič · Nose · Segina · Zagar
Đurasek · Fajt · Gnezda · Gorenc · Hočevar · Kump · Mugerli · Nose · Pavlin · Rogina · Segina